# Кирилово (Малоярославецький район)
Кирилово (рос. Кириллово) — присілок в Малоярославецькому районі Калузької області Російської Федерації.
Населення становить 5 осіб. Входить до складу муніципального утворення Присілок Березовка.

## Історія
Від 2004 року входить до складу муніципального утворення Присілок Березовка.

## Населення
| 2002 | 2010 |
| ---- | ---- |
| 12   | ↘5   |